# Schwenckfeldina filamentosa
Schwenckfeldina filamentosa är en tvåvingeart som beskrevs av Werner Mohrig 2003. Schwenckfeldina filamentosa ingår i släktet Schwenckfeldina och familjen sorgmyggor.
Artens utbredningsområde är Honduras. Inga underarter finns listade i Catalogue of Life.